# Делмар (Делавэр)
Делмар (англ. Delmar) — город в округе Сассекс в штате Делавэр США. По данным переписи 2020 года, численность населения составляла 2027 человек.

## Население
| 2010 | 2020  |
| ---- | ----- |
| 1597 | ↗2027 |